# BKK Partners
BKK Partners es un banco de inversión que asesora a grandes empresas y proporciona servicios corporativos como fusiones y adquisiciones, mercados de capitales y consultoría estratégica.

## Historia
La empresa fue fundada en 2009 por Alastair Walton, Andrew Stuart y John Anderson, procedentes de Goldman Sachs JBWere. BKK Partners cuenta con seis Directores Gestores, entre los que destacan Peter Costello, antiguo director del Tesoro australiano. El quinto socio, Bernard Curran, es un exbanquero de inversión en la banca Kleinwort Benson.
En septiembre de 2014, el copresidente de BKK Partners, Alastair Walton, declaró que era partidario de dividir los cuatro grandes bancos australianos, como parte de un cambio radical para impulsar la competencia y mejorar la estabilidad. Walton argumentó el enorme tamaño de bancos como Commonwealth, Westpac, NAB y ANZ, para proponer más competitividad en el sector ante futuras crisis.

## Cronología reciente
Las transacciones recientes incluyen:
- Aston Resources - Adquisición de Maules Creek, un productor de carbón térmico (febrero de 2010)
- GPT Group - Intercambio de índice de interés estructurado (noviembre de 2009)
- Banco Nacional de Australia - Adquisición de JB Were Private Wealth Management (julio de 2009)